# Liste der Baudenkmale in Visquard
Die Liste der Baudenkmale in Visquard enthält die nach dem Niedersächsischen Denkmalschutzgesetz geschützten Baudenkmale in dem ostfriesischen Ort Visquard, der zu der Gemeinde Krummhörn gehört. Die Quelle der Baudenkmale ist der Denkmalatlas Niedersachsen. Der Stand der Liste ist der 31. März 2024.

## Allgemein
In den Spalten befinden sich folgende Informationen:
- Lage: die Adresse des Baudenkmales und die geographischen Koordinaten. Kartenansicht, um Koordinaten zu setzen. In der Kartenansicht sind Baudenkmale ohne Koordinaten mit einem roten Marker dargestellt und können in der Karte gesetzt werden. Baudenkmale ohne Bild sind mit einem blauen Marker gekennzeichnet, Baudenkmale mit Bild mit einem grünen Marker.
- Bezeichnung: Bezeichnung des Baudenkmales
- Beschreibung: die Beschreibung des Baudenkmales. Unter § 3 Abs. 2 NDSchG werden Einzeldenkmale und unter § 3 Abs. 3 NDSchG Gruppen baulicher Anlagen und deren Bestandteile ausgewiesen.
- ID: die Objekt-ID des Baudenkmales
- Bild: ein Bild des Baudenkmales, ggf. zusätzlich mit einem Link zu weiteren Fotos des Baudenkmals im Medienarchiv Wikimedia Commons. Wenn man auf das Kamerasymbol klickt, können Fotos zu Baudenkmalen aus dieser Liste hochgeladen werden:

| Lage                                         | Bezeichnung                      | Beschreibung | ID       | Bild           |
| -------------------------------------------- | -------------------------------- | --- | -------- | -------------- |
| An der Warf 1 53° 28′ 5″ N, 7° 5′ 56″ O      | "Dorptheater"                    | Backsteinbau unter Krüppelwalmdach mit Stallanbau, auf den Fundamenten des Vorgängerbaus aus dem 17. Jh. als Wohn-/ Wirtschaftsgebäude errichtet. Keller des Vorgängerbaus erhalten.                                      | 34669047 | BW             |
| An der Warf 1 53° 28′ 5″ N, 7° 5′ 56″ O      | Haus Petersen                    | | 34668948 | BW             |
| An der Warf 1 53° 28′ 5″ N, 7° 5′ 57″ O      | Haus Petersen (Stallanbau)       | | 34669096 | BW             |
| Appinger Weg 6 53° 28′ 58″ N, 7° 5′ 21″ O    | Klosterdomäne Appingen           | Im Kern Rest eines Steinhauses aus 16. Jh. vorhanden. | 34668758 | Weitere Bilder |
| Dykhuserstraße 7 53° 27′ 38″ N, 7° 6′ 52″ O  | Gulfhaus                         | Langgestreckter Wohnteil, mit Keller, zahlreiche vermauerte Fenster der Renaissance, klassizistische Haustür; neuere Gulfscheune. Um 1600 (Wohnteil).                                                                     | 34668854 | BW             |
| Dykhuserstraße 11 53° 27′ 37″ N, 7° 6′ 57″ O | Gulfhaus                         | Zweigeschossiger Wohnteil mit Zwerchhaus, Putzfaschen und Eckquaderung; zeitgenössischer Garten. | 34668877 | BW             |
| Kirchstraße 53° 28′ 8″ N, 7° 5′ 57″ O        | Kirche                           | Rechteckiger Backsteinbau; Ostjoch mit achtteiligem Gewölbe. Spitzbogenfenster durch Rundbögen ersetzt. An Westgiebel Sandstein-Ädikula mit Wappen und Kirchenuhr. Räderuhr von Fa. Ed. Korfhage und Söhne, 1909. 13. Jh. | 34668781 | Weitere Bilder |
| Kirchstraße 53° 28′ 8″ N, 7° 5′ 58″ O        | Glockenturm                      | Backsteinbau auf quadratischem Grundriss mit Staffelgiebel und spitzbogigen Blendfenstern. 13. Jh. | 34668806 |                |
| Kirchstraße 53° 28′ 7″ N, 7° 5′ 57″ O        | Friedhof                         | | 34669168 | BW             |
| Kirchstraße 53° 28′ 8″ N, 7° 5′ 58″ O        | Kirchwurt                        | | 34669144 | BW             |
| Kirchstraße 53° 28′ 7″ N, 7° 5′ 58″ O        | Bäume                            | Alte Kastanien. | 34669192 | BW             |
| Pewsumer Weg 3 53° 27′ 58″ N, 7° 5′ 50″ O    | Gulfhof Groenewold               | Anderthalbgeschossiger Wohnteil. Giebelseitig erschlossen, verputztes Giebel- und Traufgesims. Fenster erneuert (ehemalige Blockrahmenfenster), Scheune neu eingedeckt (Wellblech). 1865.                                 | 34668974 | BW             |
| Pewsumer Weg 3 53° 27′ 56″ N, 7° 5′ 50″ O    | Gulfhof Groenewold (Garten)      | | 34669119 | BW             |
| Pewsumer Weg 3 53° 27′ 58″ N, 7° 5′ 52″ O    | Gulfhof Groenewold (Graft)       | | 34669241 | BW             |
| Pewsumer Weg 3 53° 27′ 57″ N, 7° 5′ 52″ O    | Gulfhof Groenewold (Baumbestand) | | 34669265 | BW             |
| Pewsumer Weg 4 53° 27′ 55″ N, 7° 5′ 54″ O    | Gulfhaus                         | Anderthalbgeschossiger Wohnteil, quererschlossen, gusseiserner Vorbau. 1855. | 34668900 | BW             |
| Spinnstraße 2 53° 28′ 4″ N, 7° 6′ 2″ O       | Wohnhaus                         | Traufständiger Ziegelbau auf Sandsteinsockel unter Krüppelwalmdach, Holzfenster, Türen original mit Sprossenverglasung. 1878.                                                                                             | 34669022 | BW             |
| Spinnstraße 2 53° 28′ 4″ N, 7° 6′ 2″ O       | Hausbäume                        | | 34669071 | BW             |
| Spinnstraße 3 53° 28′ 5″ N, 7° 6′ 5″ O       | Wohnhaus                         | Ehemaliges Steinhaus, erbaut von Unico Manninga. Am Straßengiebel ursprüngliches Aussehen nachvollziehbar, Traufseiten mit stärkeren Störungen. 1567.                                                                     | 34668829 | BW             |
| Spinnstraße 5 53° 28′ 6″ N, 7° 6′ 5″ O       | Gulfhaus                         | Eingeschossiger Wohnteil mit Längs- und Querflur, Giebel und eine Traufseite um 1900 verblendet. Gulfscheune Mitte 19. Jh. verlängert. Mitte 18. Jh.                                                                      | 34668923 | BW             |